# Charlie Faumuina
Charlie Faumuina (nacido en South Auckland, el 24 de diciembre de 1986) es un jugador de rugby neozelandés, que juega de pilier para la selección de rugby de Nueva Zelanda y para los Blues en el Super Rugby.
Debutó con los All Blacks en un partido contra la selección de rugby de Argentina, celebrado en Wellington el 8 de septiembre de 2012. Formó parte de la selección neozelandesa que quedó campeona de la Copa Mundial de Rugby de 2015. 

## Palmarés y distinciones notables
- Campeón del Top 14 de 2018–19.
- Copa de Europa de 2020-21